# Брајева азбука
Брајева азбука је специјално писмо намењено особама са слабим видом или слепим особама.
Брајево писмо за слепе настало је 1825. године. Произашло је из тзв. ноћног писма тајне службе које су га користиле у ноћним ратним дејствима. Луј Брај (Louis Braille) је усавршио ову технику и настојао да се она примењује у пракси. Основна ћелија Брајевог писма састоји се из шест тачака (тзв. шестотачка), а сваком слову одговара одређена комбинација тих рељефних тачака.
Брајево писмо је добило име по свом творцу, Лују Брају, Французу који је изгубио вид услед несреће у детињству. Године 1824, у узрасту од петнаест година, развио је брајев код заснован на француском алфабету као побољшање ноћног писања. Он је објавио свој систем, који је касније укључивао музичке записе, 1829. године. Друга ревизија, објављена 1837, била је први бинарни облик писања развијен у модерној ери.
Брајеви знакови се формирају комбинацијом шест подигнутих тачака распоређених у матрици 3 × 2, која се зове Брајева ћелија. Број и распоред ових тачака разликује један знак од другог. Пошто су различита писма на Брајевој абецеди настала као транскрипциони кодови за штампано писмо, пресликавања (скупови ознака знакова) варирају од језика до језика, па чак и унутар једног; у енглеској Брајевој азбуци постоје 3 нивоа Брајеве азбуке: нескраћена Брајева азбука - транскрипција слово по слово која се користи за основну писменост; скраћено Брајево писмо – додатак скраћеница и контракција који се користе као механизам за уштеду простора; и 3. разред – разне нестандардизоване персоналне стенографије које се ређе користе.
Поред текста на Брајевој азбуку (слова, интерпункција, контракције), могуће је креирати и рељефне илустрације и графиконе, са пуним линијама или од низа тачака, стрелица, зрна која су већа од тачака на Брајевој азбуци, итд. Брајева ћелија укључује шест подигнутих тачака распоређених у две колоне, од којих свака колона има три тачке. Позиције тачака су идентификоване бројевима од један до шест. Постоје 64 могуће комбинације, укључујући без тачака за размак речи. Конфигурације тачака се могу користити за представљање слова, цифре, знака интерпункције или чак речи.ref name="Raised Dots"/>
Рано образовање на Брајевој азбуци кључно је за писменост, образовање и запошљавање слепих. Упркос еволуцији нових технологија укључујући софтвер за читање екрана који чита информације наглас, Брајево писмо омогућава слепим људима приступ правопису, интерпункцији и другим аспектима писаног језика који су мање доступни само путем звука. Док су неки сугерисали да ће технологије засноване на звуку смањити потребу за Брајевом азбуком, технолошки напредак као што су Брајеви екрани настављају да чине Брајеву азбуку приступачнијим и доступнијим. Корисници Брајеве азбуке истичу да је Брајево писмо и даље битно као и штампа за особе које могу да виде.

## Историја
Брајево писмо је било засновано на тактилном војном коду званом ноћно писање, који је развио Шарл Барбије као одговор на Наполеонов захтев за средством за нечујну комуникацију војника ноћу и без извора светлости. У Барбијеовом систему, сетови од 12 рељефних тачака кодирали су 36 различита звука. Показало се да је војницима претешко да га препознају додиром и војска га је одбила. Године 1821. Барбије је посетио Краљевски институт за слепе у Паризу, где је упознао Луја Браја. Брајево писмо је идентификовало три главна дефекта кода: прво, симболи су представљали фонетске звукове, а не слова абецеде – стога код није могао да прикаже правопис речи. Друго, симболи са 12 тачака нису могли лако да стану испод прста при читању. Ово је захтевало да се прст за читање помери да би се уочио цео симбол, што је успоравало процес читања. Треће, код није укључивао симболе за бројеве или интерпункцију. Брајево решење је било коришћење ћелија са 6 тачака и додељивање одређеног узорка сваком слову абецеде. Брајево писмо је такође развило симболе за представљање бројева и интерпункције. У почетку је Брајево писмо представљало транслитерацију француског алфабета један на један, али су се убрзо развиле различите скраћенице (контракције), па чак и логограми, стварајући систем који је много више налик стенографији.
Данас постоје Брајеви кодови за преко 133 језика.
На енглеском, неке варијације кодова на Брајевом азбуку традиционално постоје међу земљама енглеског говорног подручја. Године 1991. почео је рад на стандардизацији брајевих кодова који се користе у енглеском говорном подручју. Уједињена енглеска Брајева азбука (УЕБ) је усвојена у свих 7 земаља чланица Међународног савета за енглеско писмо (ICEB), као и у Нигерији.
За слепе читаоце, Брајево писмо је независан систем писања, а не кодекс штампане ортографије.

### Деривација
Брајева азбука је изведена из латинског алфабета, мада индиректно. У оригиналном Брајевом систему, обрасци тачака су додељени словима према њиховом положају у абецедном реду француског алфабета тог времена, са акцентованим словима и w сортираним на крају.
За разлику од штампе која се састоји углавном од произвољних симбола, Брајево писмо следи логичан след. Првих десет слова абецеде, а–ј, користе горње четири позиције тачака: ⠁⠃⠉⠙⠑⠋⠛⠓⠊⠚ (црне тачке у табели испод). Оне означавају десет цифара 1–9 и 0 у алфабетском нумеричком систему сличном грчким бројевима (као и све његове деривације, укључујући хебрејске бројеве, ћириличне бројеве, Абјадске бројеве, такође хебрејску гематрију и грчку изопсефију).
Иако се тачке додељују неочигледним редоследом, ћелије са најмање тачака се додељују за прва три слова (и најниже цифре), abc = 123 (⠁⠃⠉) и три самогласника у овом делу абецеде, aei (⠁⠑⠊), док су парне цифре, 4, 6, 8, 0 (⠙⠋⠓⠚), углови/прави углови.
Следећих десет слова, k–t, су идентични са a–j, осим додавања тачке на позицији 3 (црвене тачке у доњем левом углу ћелије у табели испод): ⠅⠇⠍⠝⠕⠏⠟⠗⠎⠞:
|     |     |     |     |     |     |     |     |     |     |
| a/1 | b/2 | c/3 | d/4 | e/5 | f/6 | g/7 | h/8 | i/9 | j/0 |
|     |     |     |     |     |     |     |     |     |     |
| k   | l   | m   | n   | o   | p   | q   | r   | s   | t   |
|     |     |     |     |     |     |     |     |     |     |
| u   | v   | x   | y   | z   | w   |     |     |     |     |

Следећих десет слова (следећа „декада“) су поново иста, али са тачкама и на позицији 3 и на позицији 6 (зелене тачке у доњем реду ћелије у горњој табели). Овде је w у почетку било изостављено, јер није био део званичног француског писма у време Брајевог живота; француски редослед Брајевог писма је u v x y z ç é à è ù (⠥⠧⠭⠽⠵⠯⠿⠷⠮⠾).
Следећих десет слова, који се завршавају са w, поново су иста, осим што се за ову серију позиција 6 (љубичаста тачка у доњем десном углу ћелије у горњој табели) користи без тачке на позицији 3. У француској Брајевој азбуци ова су слова â ê î ô û ë ï ü ö w (⠡⠣⠩⠹⠱⠫⠻⠳⠪⠺). W је било стављено на крај 39 слова француске абецеде да би се прилагодила енглеском језику.
Серија a–j померена за једну тачку (⠂⠆⠒⠲⠢⠖⠶⠦⠔⠴) се користи за интерпункцију. Слова a ⠁ и c ⠉, која користе само тачке у горњем реду, померена су за два места за апостроф и цртицу: ⠄⠤. (Ово су такође декадни дијакритички знаци, лево у табели испод, друге и треће декаде.)
Поред тога, постоји десет образаца који се заснивају на прва два слова (⠁⠃) са тачкама помереним удесно; они су додељени нефранцуским словима (ì ä ò ⠌⠜⠬), или служе несловним функцијама: ⠈ (надред; на енглеском знак акцента), ⠘ (префикс валуте), ⠨ (велико слово, на енглеском децимална тачка), ⠼ (знак броја), ⠸ (знак за нагласак), ⠐ (префикс симбола).
| декада | декада        |  | нумеричка секвенца | нумеричка секвенца | нумеричка секвенца | нумеричка секвенца | нумеричка секвенца | нумеричка секвенца    | нумеричка секвенца | нумеричка секвенца | нумеричка секвенца | нумеричка секвенца |  | померање десно      | померање десно |
| ------ | ------------- |  | ------------------ | ------------------ | ------------------ | ------------------ | ------------------ | --------------------- | ------------------ | ------------------ | ------------------ | ------------------ |  | ------------------- | -------------- |
| 1.     |               |  |                    |                    |                    |                    |                    |                       |                    |                    |                    |                    |  |                     |                |
| 2.     | ' (апостроф)  |  |                    |                    |                    |                    |                    |                       |                    |                    |                    |                    |  |                     |                |
| 3.     | - (цртица)    |  |                    |                    |                    |                    |                    |                       |                    |                    |                    |                    |  |                     | # (број)       |
| 4.     | Велико слово  |  |                    |                    |                    |                    |                    |                       |                    |                    |                    |                    |  | . (децимална тачка) |                |
| 5.     | померање доле |  | , (Comma)          | ; (Semicolon)      | : (Colon)          | . (Period)         | ? (Question Mark)  | ! (Exclamation Point) |                    | “ (Quote Open)     | * (Asterisk)       | ” (Quote Close)    |  |                     |                |
Прве четири деценије су сличне по томе што се у тим деценијама декадне тачке примењују на нумерички низ као логичка операција „инклузивно ИЛИ“, док пета деценија примењује операцију „померања наниже“ на нумерички низ.

## Галерија
- Брајево писмо за слепе
- Брајева писаћа машина у власништву Јагоша Ђуретића
- Књига „Немачки у сто лекција” одштампана на Брајевом писму